# Европейская комиссия по борьбе с расизмом и нетерпимостью
Европейская комиссия по борьбе с расизмом и нетерпимостью (англ. European Commission against Racism and Intolerance, ECRI) — коллегиальный орган Совета Европы по мониторингу расизма, ксенофобии, антисемитизма и нетерпимости с точки зрения защиты прав человека и в свете ЕКПЧ. ЕКРН создана согласно решению, принятому в 1993 году на саммите глав стран СЕ. Комиссия состоит из экспертов: по одному от каждой страны-участницы СЕ.
Основные формы работы — составление периодических докладов по странам-участницам СЕ, принятие общеполитических рекомендаций, распространение примеров успешной борьбы с расизмом и нетерпимостью.
Глава комиссии с 2020 года — представительница Греции М. Д. Маруда.

## Россия
В своих отчётах по России 2000-х годов комиссия постоянно отмечает расплывчатость понятия «экстремизм» в российском законодательстве. Комиссия неоднократно рекомендовала: 
[...] пересмотреть определение экстремизма в федеральном законе о противодействии экстремистской деятельности для обеспечения того, чтобы оно распространялось лишь на серьёзные случаи, связанные с ненавистью и насилием  [...]чётко изложить те критерии, которые должны соблюдаться для того, чтобы объявить какой-либо материал экстремистским
.
В докладе комиссии за 2015 год комиссия рекомендовала в приоритетном порядке

найти пути выявления тех российских граждан, неграждан и лиц без гражданства, которые сталкиваются с препятствиями в рамках процедуры регистрации места жительства, и облегчать их регистрацию таким образом, чтобы им не было отказано в доступе к их правам.